# Saint-Saturnin-du-Limet
Saint-Saturnin-du-Limet ist eine französische Gemeinde mit 518 Einwohnern (Stand: 1. Januar 2022) im Département Mayenne in der Region Pays de la Loire. Die Gemeinde gehört zum Kanton Cossé-le-Vivien im Arrondissement Château-Gontier. Die Einwohner werden Saturninois genannt.

## Geografie
Saint-Saturnin-du-Limet liegt etwa 36 Kilometer südwestlich von Laval. Umgeben wird Saint-Saturnin-du-Limet von den Nachbargemeinden Saint-Aignan-sur-Roë im Nordwesten und Norden, La Selle-Craonnaise im Norden, Saint-Martin-du-Limet im Osten, Renazé im Südosten sowie Congrier im Süden und Westen.

## Bevölkerungsentwicklung
| Einwohner                  | 537 | 566 | 558 | 534 | 558 | 546 | 518 | 515 |
| Quellen: Cassini und INSEE |     |     |     |     |     |     |     |     |

## Sehenswürdigkeiten
- Menhir Pierre de l’Horloge, Monument historique seit 1953
- Schloss Beauchêne

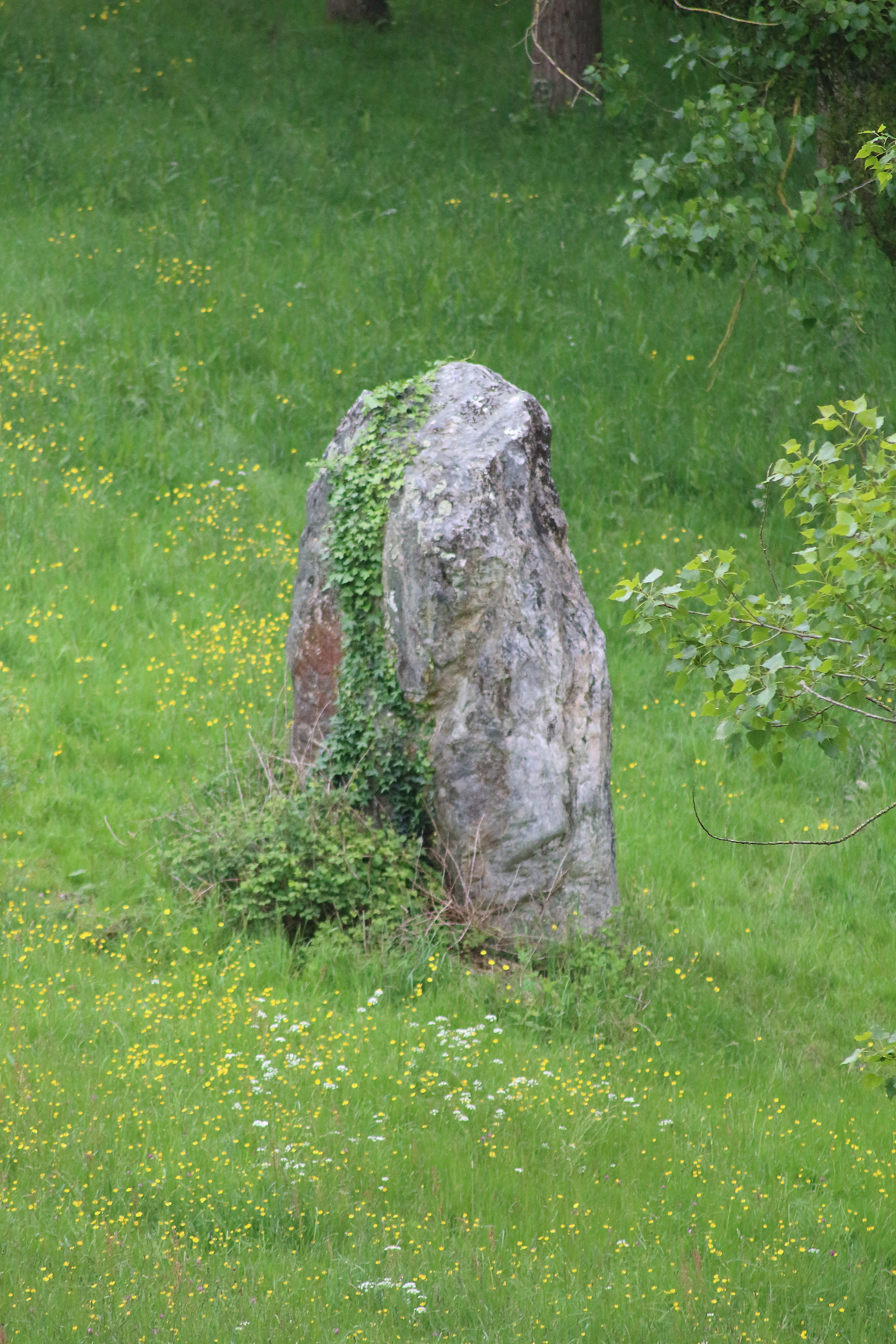
Menhir Pierre d'Horloge
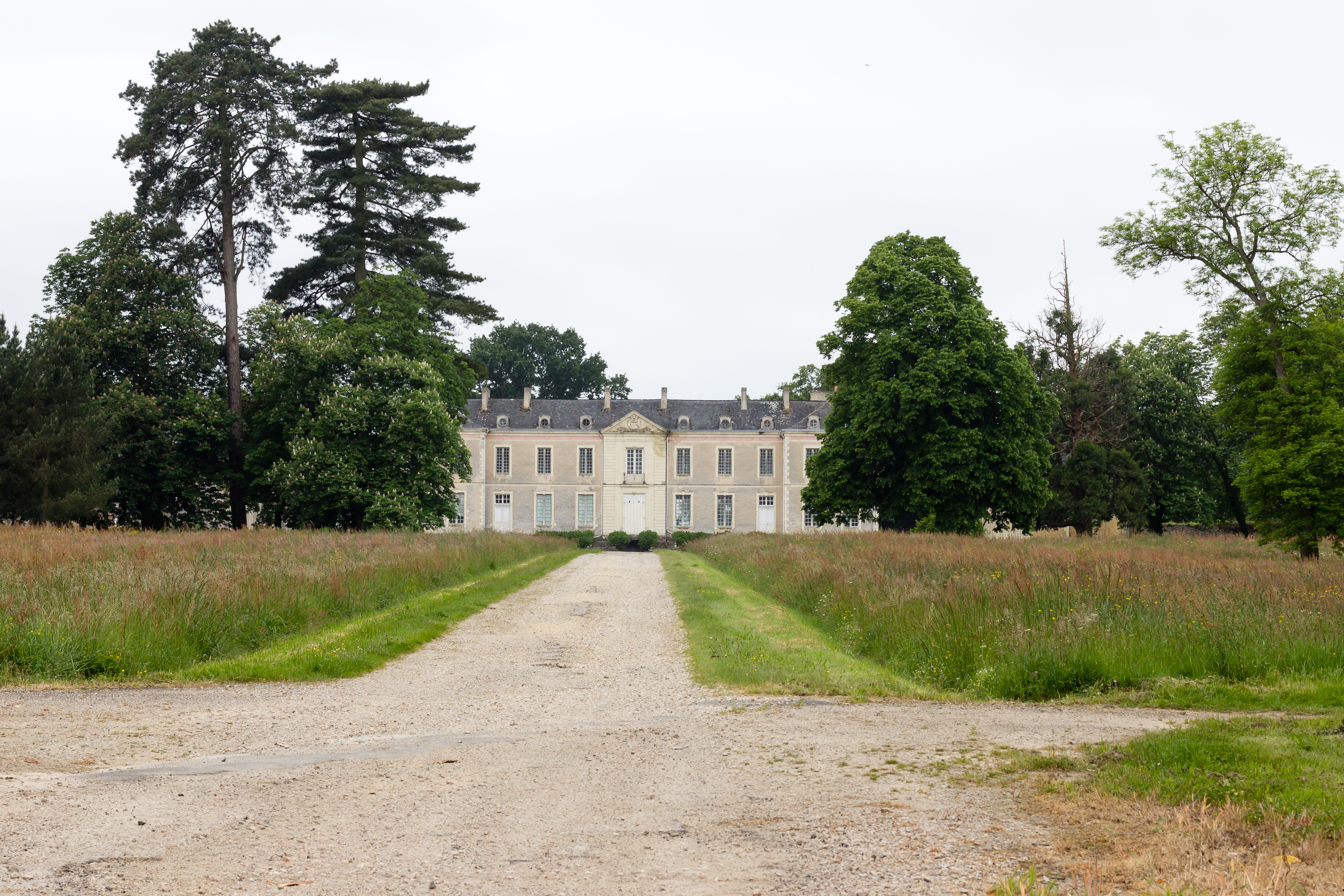
Schloss Beauchêne